# Łogdowo
Łogdowo (niem. Logdau) – wieś w Polsce położona w województwie warmińsko-mazurskim, w powiecie ostródzkim, w gminie Dąbrówno.
W latach 1975–1998 miejscowość administracyjnie należała do województwa olsztyńskiego.